# Підгать (зупинний пункт)
Підга́ть — пасажирський залізничний зупинний пункт Львівської дирекції Львівської залізниці на електрифікованій постійним струмом двоколійній лінії Львів — Мостиська II між станціями Судова Вишня (15 км) та Мостиська I (4 км). Розташований в селі Підгать Яворівського району Львівської області.

## Пасажирське сполучення
На зупинному пункті Підгать зупиняються приміські електропоїзди Львів — Мостиська.